# Gakuto Mikumo
Gakuto Mikumo  (三雲 岳斗?, Mikumo Gakuto) (Prefettura di Ōita, 31 agosto 1970) è uno scrittore giapponese di light novel e fiction di fantascienza.
Mikumo è membro dei "Misteriosi Scrittori del Giappone". Ha studiato l'Inglese alla Sophia University, dove si è laureato. Nel 1998 Mikumo ha vinto la medaglia d'argento nel 50º Dengeki Novel Prize con la sua novel di debutto chiamata Called Gehenna. Mikumo continuò a trionfare vincendo il Japan SF Rookie of the Year Award nel 1999 con M.G.H.,  vinse un altro premio, il Sneaker Awards nel 2000 con "Earth Reverse". Mikumo è meglio conosciuto per le serie "Asura Cryin' " e "Strike the Blood".

## Opere
Serie "Asura Cryin'"
- Asura Cryin' (アスラクライン?), ISBN 978-4-8402-3090-2
- Asura Cryin' 2 "Yoru to UMA to D-cup" (アスラクライン2 夜とUMAとDカップ?), ISBN 978-4-8402-3179-4
- Asura Cryin' 3 "Yamai wa Ki Kara" (アスラクライン3 やまいはきから?), ISBN 978-4-8402-3308-8
- Asura Cryin' 4 "Himitsu no Tenkōsei no Himitsu" (アスラクライン4 秘密の転校生のヒミツ?), ISBN 978-4-8402-3449-8
- Asura Cryin' 5 "Rakukō Underworld" (アスラクライン5 洛高アンダーワールド?), ISBN 978-4-8402-3550-1
- Asura Cryin' 6 "Oshiete Seitokaichō!" (アスラクライン6 おしえて生徒会長！?), ISBN 978-4-8402-3685-0
- Asura Cryin' 7 "Kogoete Nemure" (アスラクライン7 凍えて眠れ?), ISBN 978-4-8402-3842-7
- Asura Cryin' 8 "Manatsu no Yoru no Nightmare" (アスラクライン8 真夏の夜のナイトメア?), ISBN 978-4-8402-3934-9
- Asura Cryin' 9 "KLEIN Re-MIX" (アスラクライン9 KLEIN Re-MIX?), ISBN 978-4-8402-4118-2
- Asura Cryin' 10 "Kagakubu Kaimetsu" (アスラクライン10 科學部カイメツ?), ISBN 978-4-04-867088-3
- Asura Cryin' 11 "Meguriai Isekai" (アスラクライン11 めぐりあい異世界?), ISBN 978-4-04-867267-2
- Asura Cryin' 12 "Sekai Hōkai Countdowm" (アスラクライン12 世界崩壊カウントダウン?), ISBN 978-4-04-867763-9
- Asura Cryin' 13 "Sakura Sakura" (アスラクライン13 さくらさくら?), ISBN 978-4-04-868141-4
- Asura Cryin' 14 "The Lost Files" (アスラクライン14 The Lost Files?), ISBN 978-4-04-868334-0

Serie "Called Gehenna"
- Called Gehenna 1 (コールド・ゲヘナ1? Kōrudo Gehena Ichi), ISBN 4-07-310947-2
- Called Gehenna 2 (コールド・ゲヘナ2? Kōrudo Gehena Ni), ISBN 4-8402-1256-2
- Called Gehenna 3 (コールド・ゲヘナ3? Kōrudo Gehena San), ISBN 4-8402-1393-3
- Called Gehenna 4 (コールド・ゲヘナ4? Kōrudo Gehena Yon), ISBN 4-8402-1777-7
- Called Gehenna Unplugged (コールド・ゲヘナ あんぷらぐど? Kōrudo Gehena Anpuragudo), ISBN 4-8402-1595-2

Serie "Dantalian no Shoka"
- Dantalian no Shoka 1 (ダンタリアンの書架1?), ISBN 978-4-04-424113-1
- Dantalian no Shoka 2 (ダンタリアンの書架2?), ISBN 978-4-04-424114-8
- Dantalian no Shoka 3 (ダンタリアンの書架3?), ISBN 978-4-04-424115-5
- Dantalian no Shoka 4 (ダンタリアンの書架4?), ISBN 978-4-04-424116-2
- Dantalian no Shoka 5 (ダンタリアンの書架5?), ISBN 978-4-04-424117-9
- Dantalian no Shoka 6 (ダンタリアンの書架6?), ISBN 978-4-04-424118-6

Serie "i.d. series"
- Kamitsukai Tachi no Nagai Hōkago (神使いたちの長い放課後?), ISBN 4-8402-2379-3
- seven - ISBN 4-8402-2727-6
- Horobi no Ōkoku (滅びの王国?), ISBN 4-8402-2939-2

Serie "Rebellion"
- Hōkago no Satsurikusha (放課後の殺戮者?), ISBN 4-8402-1520-0
- Shisatsu Kōtei En (弑殺校庭園?), ISBN 4-8402-1685-1
- Homura wo Seou Shōnentachi (炎を背負う少年たち?), ISBN 4-8402-1977-X
- Kanojo no Inai Kyōshitsu (彼女のいない教室?), ISBN 4-8402-2032-8
- Rakuen no Akaki Tsubasa no Toki wo (楽園に紅き翼の詩を?), ISBN 4-8402-2149-9

Serie "Strike the Blood"
Serie "Zettai Karen Children"
- Zettai Karen Children THE NOVELS "B.A.B.E.L. Hōkai" (絶対可憐チルドレン・THE NOVELS～B.A.B.E.L.崩壊～?), ISBN 978-4-09-451069-0

### Altri lavori
- Metal Gear Solid: Portable Ops (videogioco) – scrittore